# The I Inside
The I Inside é um filme de suspense psicológico coproduzido por Reino Unido e Estados Unidos, dirigido por Roland Suso Richter e lançado em 2003.